# باستيان بيكر
باستيان بيكر هو عازف قيثارة ومغني ومغن مؤلف سويسري، ولد في 20 مايو 1991 في لوزان في سويسرا.

## وصلات خارجية
- الموقع الرسمي
- باستيان بيكر على موقع EliteProspects.com (الإنجليزية)
- باستيان بيكر على موقع IMDb (الإنجليزية)
- باستيان بيكر على موقع ميوزك برينز (الإنجليزية)
- باستيان بيكر على موقع أول ميوزيك (الإنجليزية)
- باستيان بيكر على موقع ديسكوغز (الإنجليزية)